# Roland Korn
Roland Korn (* 11. Mai 1930 in Saalfeld/Saale) ist ein deutscher Architekt. Er war verantwortlich für zahlreiche Repräsentationsbauten in Ost-Berlin wie dem Staatsratsgebäude, dem Hotel Stadt Berlin oder der gesamten Wohnsiedlung Berlin-Marzahn. Seit 1998 hat er sich von aktiver Bautätigkeit zurückgezogen.

## Leben
Roland Korn wurde als Sohn eines Installateurs in Saalfeld geboren und absolvierte nach seinem Schulabschluss zunächst eine Maurerlehre, bevor er von 1948 bis 1951 an der Fachschule für Bauwesen in Gotha studierte. Danach war er als Bauingenieur für den VEB (Z) Projektierung in Berlin tätig. Bis 1955 arbeitete Roland Korn mit dem Innenarchitekten Hans Erich Bogatzky bei Kurt W. Leucht, dem Generalprojektanten für die erste sozialistische Stadt Stalinstadt.

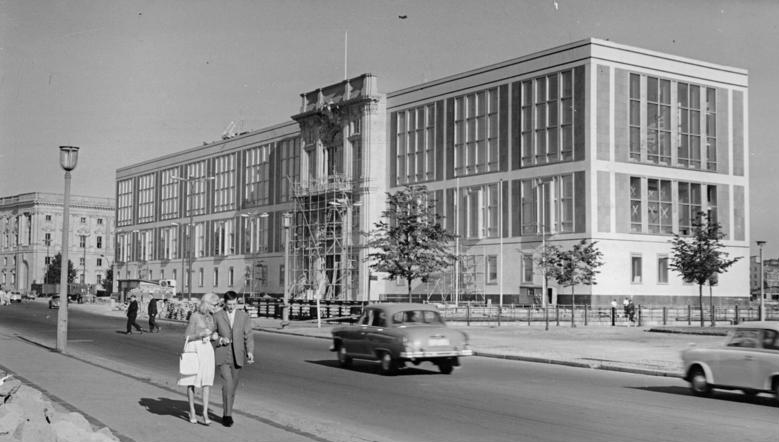
Das Staatsratsgebäude in Berlin kurz vor der Fertigstellung 1964

Von 1959 bis 1961 wurde die Elbeschwimmhalle in Magdeburg nach den Plänen von Roland Korn, der als Sieger aus einem Architektenwettbewerb hervorgegangen war, errichtet. Direkt nach der Inbetriebnahme des Gebäudes wechselte er zum VEB Berlin-Projekt und übernahm die Kollektivleitung für das Amtsgebäude des Staatsrats der DDR, das 1964 fertiggestellt wurde. Korn war hier insbesondere für den Einbau des Schloss-Portals und des Balkons zuständig.
Das nächste große Projekt seines Entwurfskollektivs unter Leitung von Hans Grotewohl waren die Umbaupläne für den Alexanderplatz im Jahr 1964, als Teil der DDR-Gesamtstrategie zum „beschleunigten Wiederaufbau der Stadtzentren der wichtigsten Städte der DDR“. Hier war Korn für ein neues Hotel, das sowohl ein bauliches Pendant zum gleichzeitig entstehenden Fernsehturm als auch das „höchste bewohnbare Gebäude der DDR“ werden sollte.

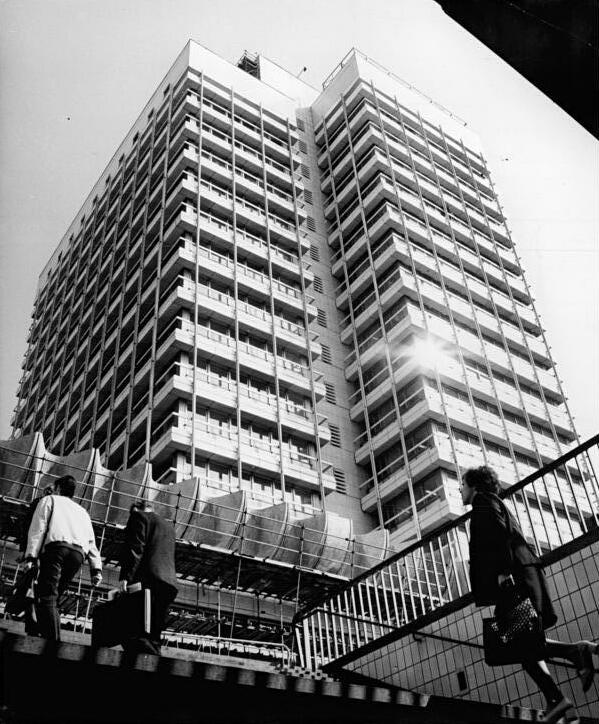
Haus des Reisens, 1971

Im gleichen Jahr erhielt Korn das Angebot, als Chefarchitekt nach Bagdad zu gehen. Mit der Zustimmung zu den Umgestaltungsplänen des Berliner Architektenkollektivs wurde der Auslandseinsatz hinfällig, außerdem hatte der Berliner SED-Chef Paul Verner entschieden: „Der Korn fährt nicht nach Bagdad.“ So projektierte Korn nun gemeinsam mit Heinz Scharrlipp (1916–1974) und Hans Bogatzky das spätere Interhotel Stadt Berlin. 1968 bis 1971 entstand ebenfalls am neuen Alexanderplatz unter seiner Leitung gemeinsam mit Johannes Briske und Roland Steiger das Haus des Reisens. Bei diesem 17-geschossigen Gebäude ließ Korn Anklänge an ein Wikingerschiff in die Gestaltung der Fassade einfließen.
Nach einem parallel zu diesen Planungen und Bauüberwachungen absolvierten Studium an der Hochschule für Architektur und Bauwesen Weimar holte ihn die damalige chilenische Regierung unter Salvador Allende in ihr Land. Hier bestand sein Auftrag darin, Fertighäuser aus Holz zu entwerfen, die kurzfristig und ohne Hilfsmittel aufzubauen sind, damit die Slums verschwinden sollten. Nach einem Jahr schickte ihn der DDR-Botschafter mit Hinweis auf den bevorstehenden Putsch („Fahren Sie wieder zurück, die Lage ist nicht sicher.“) in die DDR zurück. Bei seiner Rückkehr 1973 avancierte Korn offiziell zum Chefarchitekten von Ost-Berlin. Die größte Herausforderung war nun die Errichtung eines völlig neuen Stadtbezirks mit Wohnraum für 250.000 Personen (heute die Stadtteile Marzahn und Hellersdorf). Zur Vorbereitung wurden von den Planern Vergleichsstudien in Prag, Moskau und sogar in der Gropiusstadt absolviert.
Während anschließend der großflächige Massenwohnungsbau mit industriell vorgefertigten Hausteilen in Marzahn begann und noch bis 1989 ausgeführt wurde, erhielt das Kollektiv um Korn Aufträge zum Bau des Dom-Hotels und des Nikolaiviertels. Hier erfolgte eine Rückkehr zu historischen Stadtstrukturen und mehr individuell gestalteten Plattenelementen.
Nach 1989 war Korn bis 1998 als freier Architekt tätig.

## Werkauswahl
- Staatsratsgebäude, 1961–1964
- Interhotel Stadt Berlin heute Park Inn Berlin-Alexanderplatz, 1968–1971
- Haus des Reisens, 1968–1971
- Großgaststätte Ahornblatt, 1970–1973

## Ehrungen (Auswahl)
- Ehrenmitgliedschaft im BDA, 2017
- Schinkelmedaille, 1964
- Nationalpreis Erster Klasse für Wissenschaft und Technik, 1969
- Goethepreis der Stadt Berlin, 1980